# (2010) Chebyshev
(2010) Chebyshev es un asteroide que forma parte del cinturón de asteroides y fue descubierto por Bela Alekséyevna Burnasheva el 13 de octubre de 1969 desde el Observatorio Astrofísico de Crimea en Naúchni.

## Designación y nombre
Chebyshev fue designado al principio como 1969 TL4.
Posteriormente se nombró en honor del matemático ruso Pafnuti Lvóvich Chebyshov (1821-1884).

## Características orbitales
Chebyshev orbita a una distancia media de 3,094 ua del Sol, pudiendo acercarse hasta 2,514 ua y alejarse hasta 3,675 ua. Tiene una excentricidad de 0,1876 y una inclinación orbital de 2,396°. Emplea en completar una órbita alrededor del Sol 1988 días.